# Lithacodia monorbis
Lithacodia monorbis är en fjärilsart som beskrevs av Emilio Berio 1959. Lithacodia monorbis ingår i släktet Lithacodia och familjen nattflyn. Inga underarter finns listade i Catalogue of Life.